# Bohuňov (district de Žďár nad Sázavou)
Pour les articles homonymes, voir Bohuňov.
Bohuňov (en allemand : Bohuniow) est une commune du district de Žďár nad Sázavou, dans la région de Vysočina, en République tchèque. Sa population s'élevait à 266 habitants en 2020.

## Géographie
Bohuňov se trouve à 6 km au nord-ouest de Bystřice nad Pernštejnem, à 19 km à l'est de Žďár nad Sázavou, à 49 km au nord-est de Jihlava à 140 km à l'est-sud-est de Prague.
La commune est limitée par Lísek à l'ouest et au nord, par Písečné à l'est, par Bystřice nad Pernštejnem au sud et au sud-ouest.

## Histoire
La première mention écrite de la localité date de 1384.

## Administration
La commune se compose de deux quartiers :
- Bohuňov
- Janovičky

## Transports
Par la route, Bohuňov se trouve à 6 km de Bystřice nad Pernštejnem, à 23,5 km de Žďár nad Sázavou, à 60 km de Jihlava et à 180 km de Prague.